# Hérémence
Hérémence (frankoprovensalska: Hèremence) är en ort och kommun i distriktet Hérens i kantonen Valais, Schweiz. Kommunen har 1 491 invånare (2023).